# Ħamrun Spartans FC
Ħamrun Spartans Football Club (obecně známý jako Ħamrun Spartans) je maltský fotbalový klub sídlící v Ħamrunu. Soutěží v Maltese Premier League, nejvyšší úrovni maltského fotbalu.
Domácí dresy jsou červeno-černě pruhované, barva na cizích hřištích je rudá. Klub sídlí na nově zbudovaném stadionu Viktora Tedesca na předměstí Ħamrunu, který i přes svou nízkou kapacitu (1 800 sedadel) je velmi moderně vybaven. Název „Spartans“ byl přejat podle starověkého řeckého města Sparta, jehož obyvatelé se vyznačovali velikou statečností a tvrdostí.

## Trofeje
- Maltská Premier League (10×)[1]
  - 1913/14, 1917/18, 1946/47, 1982/83, 1986/87, 1987/88, 1990/91, 2020/21, 2022/23, 2023/24
- Maltský Pohár (6×)[2]
  - 1982/83, 1983/84, 1986/87, 1987/88, 1988/89, 1991/92
- Maltský Superpohár (5×)[3]
  - 1987, 1988, 1989, 1991, 1992

## Slavní hráči
- Orazio Sorbello
- Tony Morley
- Cristian Zaccardo